# Cleveland White Horses 1938-1939
La stagione 1938-39 dei Cleveland White Horses fu la 2ª nella NBL per la franchigia.
I Cleveland White Horses cominciarono la stagione come Warren Penns, trasferendosi a Cleveland in febbraio. Arrivarono terzi nella Eastern Division con un record di 14-14, non qualificandosi per i play-off.

## Roster
| N° | Naz.                   | Ruolo | Sportivo        | Anno | Alt. | Peso |
| -- | ---------------------- | ----- | --------------- | ---- | ---- | ---- |
|    | Stati Uniti (bandiera) | A     | Bill Laughlin   | 1915 | 188  | 84   |
|    | Stati Uniti (bandiera) | AC    | Walt Stanky     | 1911 | 191  | 91   |
|    | Stati Uniti (bandiera) | AC    | Bill Holland    | 1914 | 196  | 95   |
|    | Stati Uniti (bandiera) | G     | Buddy Jeannette | 1917 | 180  | 79   |
|    | Stati Uniti (bandiera) | G     | Frank Maury     |      | 165  | 70   |
|    | Stati Uniti (bandiera) | GA    | Reno Strand     | 1909 | 183  | 88   |
|    | Stati Uniti (bandiera) | G     | Art Hyatt       | 1912 | 188  | 86   |
|    | Stati Uniti (bandiera) | A     | Joe Leson       | 1912 | 188  | 95   |
|    | Stati Uniti (bandiera) | A     | Johnny Pawk     | 1910 | 188  | 95   |
|    | Stati Uniti (bandiera) | G     | Gerry Archibald | 1907 | 183  | 77   |

## Staff tecnico
- Allenatore: Gerry Archibald